# Theodor Reimann
Pour les articles homonymes, voir Reimann.
Theodor Reimann ou  Teodor Reimann est un footballeur tchécoslovaque  et slovaque, né le 10 janvier 1921 à Strečno et mort le 30 août 1982 à Bratislava. Il était gardien de but.

## Biographie
International slovaque, il reçoit 14 sélections de 1939 à 1943. 
Il est aussi international tchécoslovaque (5 sélections), il fait partie de l'équipe qui participa à la phase finale de la Coupe du monde 1954.

## Carrière

### En tant que joueur
- ZTK Zvolen
- 1937-1938 :  FTC Fiľakovo
- 1939-1942 :  AC Sparta Považská Bystrica
- 1942 :  AC Svit Batizovce
- 1942-1943 :  OAP Bratislava
- 1944 :  FK Svit
- 1945-1954 :  Slovan Bratislava
- 1955 :  1. FC Tatran Prešov

### En tant qu'entraîneur
- 1967-1968 :  1. FC Tatran Prešov
- 1970-1973 :  MŠK Žilina
- 1973-1974 :  FC Lokomotíva Košice
- 1975-1976 :  FC Nitra
- 1976-1978 :  TTS Trenčín

## Palmarès de joueur
- Champion de Tchécoslovaquie en 1949, 1950 et 1951 avec le NV Bratislava